# Дребіт Софія Андріївна
Софія Андріївна Дребіт (1917, тепер Тернопільської області — 1988, Тернопільська область) — українська радянська діячка, доярка колгоспу імені Чапаєва с. Кривеньке Пробіжнянського (Гусятинського) району Тернопільської області. Депутат Верховної Ради СРСР 5-го скликання.

## Життєпис
Народилася 1917 року в селянській родині. Освіта початкова.
Працювала у власному сільському господарстві, а у 1941 році — в колгоспі.
У 1947—1956 роках — колгоспниця, з 1956 року — доярка колгоспу імені Чапаєва с. Кривеньке Пробіжнянського (тепер — Гусятинського) району Тернопільської області.
Член КПРС з 1959 року.

## Нагороди
- орден «Знак Пошани» (26.02.1958)
- медалі